# Oncocephalus variabilis
Oncocephalus variabilis är en insektsart som beskrevs av Maldonado 1995. Oncocephalus variabilis ingår i släktet Oncocephalus och familjen rovskinnbaggar. Inga underarter finns listade i Catalogue of Life.